# فاجري لاكاي
فاجري لاكاي (بالإنجليزية: Fagrie Lakay)‏ (31 مايو 1997 بكيب تاون في جنوب أفريقيا - ) هو لاعب كرة قدم جنوب أفريقي في مركز الوسط. شارك مع منتخب جنوب أفريقيا تحت 17 سنة لكرة القدم ومنتخب جنوب أفريقيا تحت 20 سنة لكرة القدم ومنتخب جنوب أفريقيا لكرة القدم. أما مع النوادي، فقد لعب مع سانتوس.

## روابط خارجية
- فاجري لاكاي على موقع قاعدة بيانات كرة القدم.إي يو (الإنجليزية)
- فاجري لاكاي على موقع Soccerway.com (الإنجليزية)
- فاجري لاكاي على موقع أوليمبيديا (الإنجليزية)